# بيروكسيد

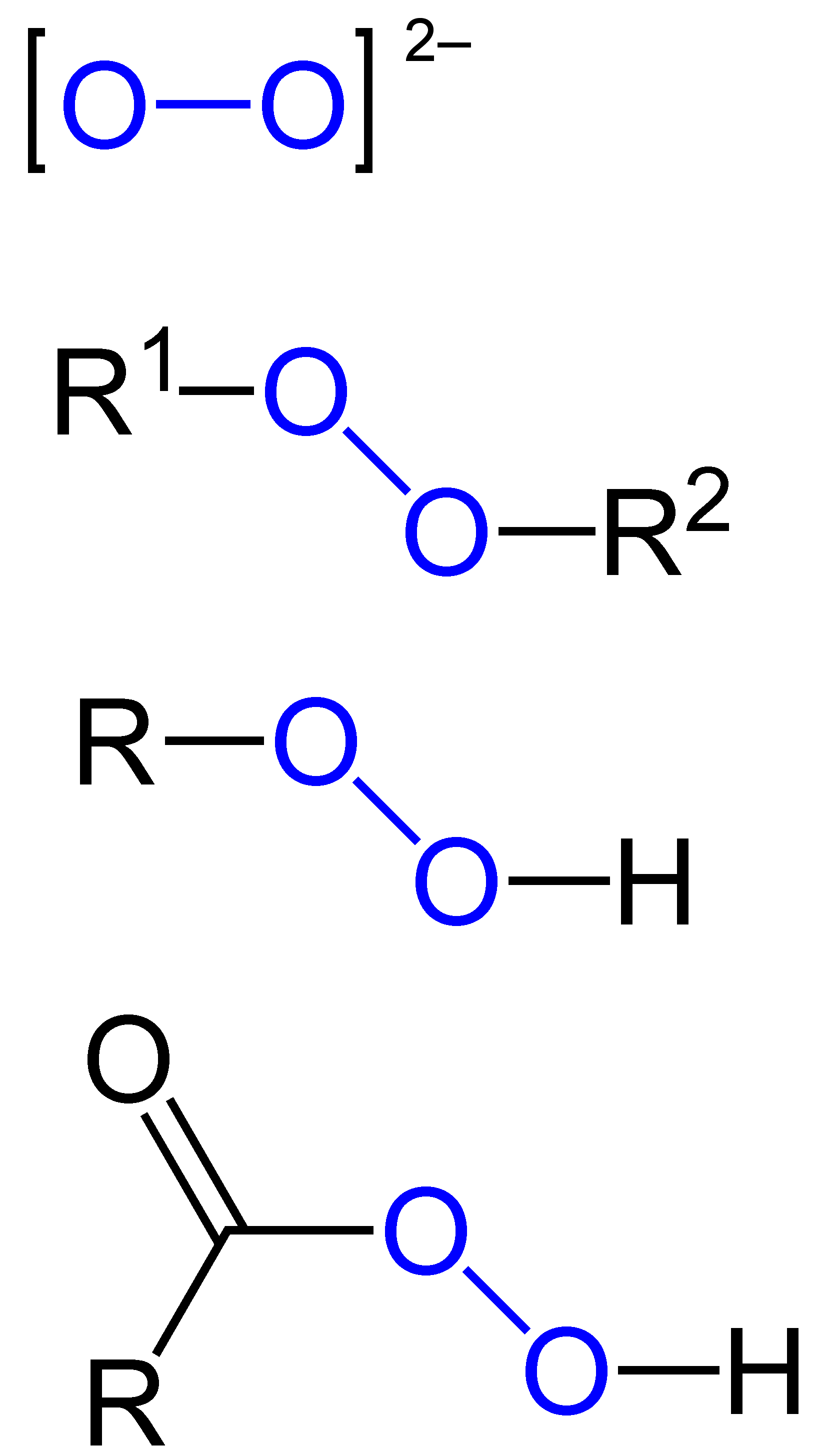
أشكال مختلفة لرابطة فوق الأكسيد.

البيروكسيد (ملاحظة 1) هو صنف من المركبات الكيميائية يحوي على رابطة مباشرة بين ذرتي أكسجين O−O، والتي تحمل الشحنة السالبة على شكل أيون سالب O2−2.
تصنف مركبات فوق الأكسيد إلى فوق أكسيد لاعضوي وفوق أكسيد عضوي. لفوق الأكاسيد اللاعضوية خصائص أيونية تشبه الأملاح، في حين أن فوق الأكاسيد العضوية تغلب عليها صفات الرابطة التساهمية.

## خصائص
إن الرابطة بين ذرتي الأكسجين في مركبات فوق الأكاسيد غير ثابتة ويمكن ان تنفصم بسهولة إلى جذور كيميائية فعّالة وذلك عن طريق تكسر متماثل للرابطة. لهذا السبب فإن مركبات فوق الأكاسيد لا توجد في الطبيعة إلا بكميات قليلة.
لمركبات فوق الأكسيد خصائص قاصرة (مبيّضة) على المركبات العضوية لذلك تضاف إلى المنظفات وصبغات الشعر.

## تطبيقات
إن مركبات فوق الأكاسيد اللاعضوية يمكن أن تستخدم في تركيب خلايا الوقود.

## اقرأ أيضاً
- دون أكسيد

## هوامش
- ملاحظة 1 المرادفات: أو فوق الأكسيد (حسب قاموس المورد، البعلبكي، بيروت، لبنان)؛ بالإضافة إلى البَروكسيد و الأكسيد الفوقي.